# Fédération ukrainienne d'athlétisme
La Fédération ukrainienne d'athlétisme (en ukrainien Федерація легкої атлетики України, FLAU) organise l'athlétisme en Ukraine et met en place un système de classement et de compétition national. Créée en 1991, un an avant la fin de l'équipe unifiée aux Jeux olympiques, elle est affiliée à la Fédération internationale d'athlétisme (depuis 1993) via l'Association européenne d'athlétisme. Son président était Valeriy Borzov jusqu'en 2012.